# Protosticta foersteri
Protosticta foersteri är en trollsländeart som beskrevs av Harry Hyde Laidlaw, Jr. 1902. Protosticta foersteri ingår i släktet Protosticta och familjen Platystictidae. Inga underarter finns listade i Catalogue of Life.